# Coupe de la Ligue portugaise de football
La Coupe de la Ligue portugaise de football ou Taça da Liga, en portugais, est une compétition de football qui oppose les clubs professionnels de Primeira Liga (première division) et de Segunda Liga (deuxième division). Elle est organisée par la Ligue portugaise de football professionnel (LPFP) depuis la saison 2007-2008.

## Palmarès

### Palmarès par édition
| N° | Édition | Vainqueur           | Score                  | Finaliste         | Lieu de la finale                   | Affluence |
| -- | ------- | ------------------- | ---------------------- | ----------------- | ----------------------------------- | --------- |
| 1  | 2008    | Vitória Setúbal (1) | 0 - 0 (3 - 2 t. a. b.) | Sporting CP       | Stade de l'Algarve, Faro            | 28 000    |
| 2  | 2009    | SL Benfica (1)      | 1 - 1 (3 - 2 t. a. b.) | Sporting CP       | Stade de l'Algarve, Faro            | 27 700    |
| 3  | 2010    | SL Benfica (2)      | 3 - 0                  | FC Porto          | Stade de l'Algarve, Faro            | 23 430    |
| 4  | 2011    | SL Benfica (3)      | 2 - 1                  | Paços de Ferreira | Stade municipal de Coimbra, Coimbra | 26 222    |
| 5  | 2012    | SL Benfica (4)      | 2 - 1                  | Gil Vicente       | Stade municipal de Coimbra, Coimbra | 22 952    |
| 6  | 2013    | SC Braga (1)        | 1 - 0                  | FC Porto          | Stade municipal de Coimbra, Coimbra | 18 519    |
| 7  | 2014    | SL Benfica (5)      | 2 - 0                  | Rio Ave           | Stade municipal de Leiria, Leiria   | 23 119    |
| 8  | 2015    | SL Benfica (6)      | 2 - 1                  | CS Marítimo       | Stade municipal de Coimbra, Coimbra | 28 517    |
| 9  | 2016    | SL Benfica (7)      | 6 - 2                  | CS Marítimo       | Stade municipal de Coimbra, Coimbra | 28 878    |
| 10 | 2017    | Moreirense FC (1)   | 1 - 0                  | SC Braga          | Stade de l'Algarve, Faro            | 6 713     |
| 11 | 2018    | Sporting CP (1)     | 1 - 1 (5 - 4 t. a. b.) | Vitória Setúbal   | Stade municipal de Braga, Braga     | 24 137    |
| 12 | 2019    | Sporting CP (2)     | 1 - 1 (3 - 1 t. a. b.) | FC Porto          | Stade municipal de Braga, Braga     | 25 213    |
| 13 | 2020    | SC Braga (2)        | 1 - 0                  | FC Porto          | Stade municipal de Braga, Braga     | 23 794    |
| 14 | 2021    | Sporting CP (3)     | 1 - 0                  | SC Braga          | Stade municipal de Leiria, Leiria   | 0         |
| 15 | 2022    | Sporting CP (4)     | 2 - 1                  | SL Benfica        | Stade municipal de Leiria, Leiria   | 20 622    |
| 16 | 2023    | FC Porto (1)        | 2 - 0                  | Sporting CP       | Stade municipal de Leiria, Leiria   | 19 263    |
| 17 | 2024    | SC Braga (3)        | 1 - 1 (5 - 4 t. a. b.) | GD Estoril-Praia  | Stade municipal de Leiria, Leiria   | 18 998    |
| 18 | 2025    | SL Benfica (8)      | 1 - 1 (7 - 6 t. a. b.) | Sporting CP       | Stade municipal de Leiria, Leiria   | 23 888    |
| 19 | 2026    |                     | -                      |                   | Stade municipal de Leiria, Leiria   |           |

### Palmarès par club

Taça da Liga

| Rang | Club              | Titres (éditions)                                  | Finales perdues (éditions) |
| ---- | ----------------- | -------------------------------------------------- | -------------------------- |
| 1    | SL Benfica        | 8 (2009, 2010, 2011, 2012, 2014, 2015, 2016, 2025) | 1 (2022)                   |
| 2    | Sporting CP       | 4 (2018, 2019, 2021, 2022)                         | 4 (2008, 2009, 2023, 2025) |
| 3    | SC Braga          | 3 (2013, 2020, 2024)                               | 2 (2017, 2021)             |
| 4    | FC Porto          | 1 (2023)                                           | 4 (2010, 2013, 2019, 2020) |
| 5    | Vitória Setúbal   | 1 (2008)                                           | 1 (2018)                   |
| 6    | Moreirense FC     | 1 (2017)                                           | 0                          |
| 7    | CS Marítimo       | 0                                                  | 2 (2015, 2016)             |
| 8    | GD Estoril-Praia  | 0                                                  | 1 (2024)                   |
| -    | Gil Vicente       | 0                                                  | 1 (2012)                   |
| -    | Paços de Ferreira | 0                                                  | 1 (2011)                   |